# M65 (jacka)

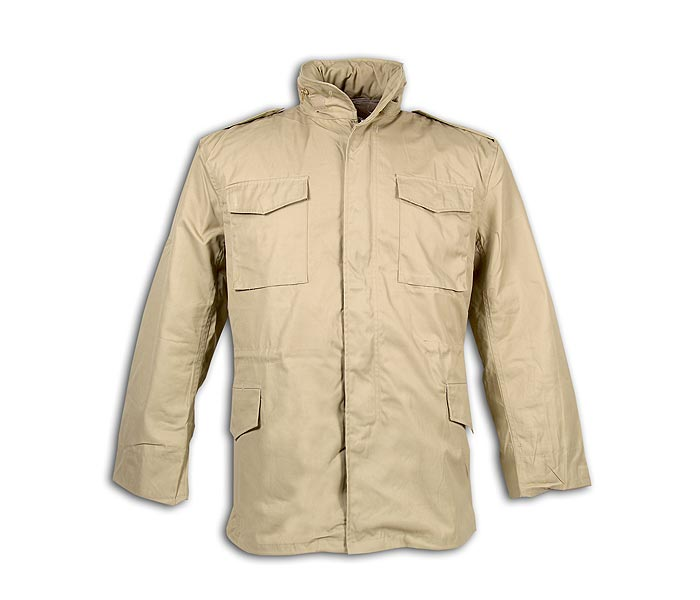
M65-jacka.

M65, även känd som M-65 och M-1965, är en jacka som används av den amerikanska militären.
Jackan används ofta av amerikanska trupper under Vietnamkriget där jackan var användbar bland annat för att hålla soldaterna varma efter monsunregn.